# Bisbat de Piazza Armerina
El bisbat de Piazza Armerina (italià: diocesi di Piazza Armerina ; llatí: Dioecesis Platiensis) és una seu de l'Església catòlica, sufragània de l'arquebisbat d'Agrigent, que pertany a la regió eclesiàstica Sicília. El 2004 tenia 218.000 batejats d'un total de 224.000 habitants. Actualment està regida pel bisbe Rosario Gisana.

## Territori
La diòcesi comprèn els següents 12 municipis de les províncies d'Enna (7) i Caltanissetta (5): Aidone, Barrafranca, Butera, Enna, Gela, Mazzarino, Niscemi, Piazza Armerina, Pietraperzia, Riesi, Valguarnera Caropepe i Villarosa.
Limita al nord amb les diòcesis de Nicosia i Cefalù, a l'est amb les de Caltagirone i de Ragusa i a l'oest amb les de Caltanissetta i d'Agrigent.
La seu episcopal és la ciutat de Piazza Armerina, on es troba la catedral de Maria Santissima delle Vittorie.
La ciutat de Gela, amb els seus 78.000 habitants, constitueix per ella mateixa una tercera part de tota la població diocesana (14 parròquies).
El territori s'estén sobre 2.003 km² i està dividit en 75 parròquies.

## Història
La diòcesi va ser erigida el 3 de juliol de 1817 mitjançant la butlla Pervetustam locorum del Papa Pius VII, a partir de territori de la diòcesi de Catània. Originàriament era sufragània de l'arquebisbat de Monreale.
Després de la reestructuració d'algunes diòcesis sicilianes, es modificà el seu territori inicial. Va cedir algunes parts al bisbat de Nicosia i adquirí Butera, Mazzarino, Niscemi, Riesi i Terranova de la diòcesi de Siracusa, la qual va ser elevada al rang d'arxidiòcesi metropolitana. La diòcesi de Piazza Armerina esdevingué sufragània de l'arquebisbat de Siracusa.
El 2 de desembre del 2000, en virtut de la butlla Ad maiori consulendum del Papa Joan Pau II passà a formar part de la nova província eclesiàstica de l'arquebisbat d'Agrigent.

## Cronologia episcopal
- Girolamo Aprile Benso † (2 d'octubre de 1818 - 1836 mort)
- Pietro Naselli, C.O. † (15 de febrer de 1838 - 13 de juliol de 1840 dimití)
  - Sede vacante (1840-1844)
- Pier Francesco Brunaccini, O.S.B. † (17 de juny de 1844 - 24 de novembre de 1845 nomenat arquebisbe de Monreale)
- Cesare Agostino Sajeva † (19 de gener de 1846 - 1867 mort)
  - Sede vacante (1867-1872)
- Saverio Gerbino † (23 de febrer de 1872 - 14 de març de 1887 nomenat bisbe de Caltagirone)
- Mariano Palermo † (14 de març de 1887 - 9 de febrer de 1903 mort)
- Mario Sturzo † (22 de juny de 1903 - 12 de novembre de 1941 mort)
- Antonino Catarella † (10 de gener de 1942 - 29 d'octubre de 1970 jubilat)
- Sebastiano Rosso † (18 de novembre de 1970 - 8 de gener de 1986 jubilat)
- Vincenzo Cirrincione † (8 de gener de 1986 - 12 de febrer de 2002 mort)
- Michele Pennisi (12 d'abril de 2002 - 8 de febrer de 2013 nomenat arquebisbe de Monreale)
- Rosario Gisana, des del 27 de febrer de 2014

## Estadístiques
A finals del 2004, la diòcesi tenia 218.000 batejats sobre una població de 224.000 persones, equivalent al 97,3% del total.
| any  | població | població | població | sacerdots | sacerdots       | sacerdots       | sacerdots             | diaques | religiosos | religiosos | parroquies |
| ---- | -------- | -------- | -------- | --------- | --------------- | --------------- | --------------------- | ------- | ---------- | ---------- | ---------- |
| any  | batejats | total    | %        | total     | clergat secular | clergat regular | batejats por sacerdot | diaques | homes      | dones      |            |
| 1950 | 235.000  | 236.000  | 99,6     | 177       | 138             | 39              | 1.327                 |         | 39         | 251        | 46         |
| 1970 | 242.000  | 245.013  | 98,8     | 175       | 126             | 49              | 1.382                 |         | 49         | 366        | 67         |
| 1980 | 242.800  | 245.900  | 98,7     | 167       | 125             | 42              | 1.453                 |         | 42         | 315        | 69         |
| 1990 | 241.000  | 249.000  | 96,8     | 147       | 108             | 39              | 1.639                 |         | 45         | 261        | 75         |
| 1999 | 220.000  | 226.000  | 97,3     | 135       | 99              | 36              | 1.629                 | 2       | 41         | 197        | 75         |
| 2000 | 220.000  | 226.000  | 97,3     | 127       | 92              | 35              | 1.732                 | 5       | 41         | 179        | 75         |
| 2001 | 220.000  | 226.000  | 97,3     | 130       | 94              | 36              | 1.692                 | 5       | 42         | 184        | 75         |
| 2002 | 220.000  | 226.000  | 97,3     | 131       | 95              | 36              | 1.679                 | 5       | 45         | 182        | 75         |
| 2003 | 220.000  | 227.000  | 96,9     | 135       | 99              | 36              | 1.629                 | 5       | 44         | 182        | 75         |
| 2004 | 218.000  | 224.000  | 97,3     | 129       | 91              | 38              | 1.689                 | 5       | 46         | 176        | 75         |